# Michel Nikjær

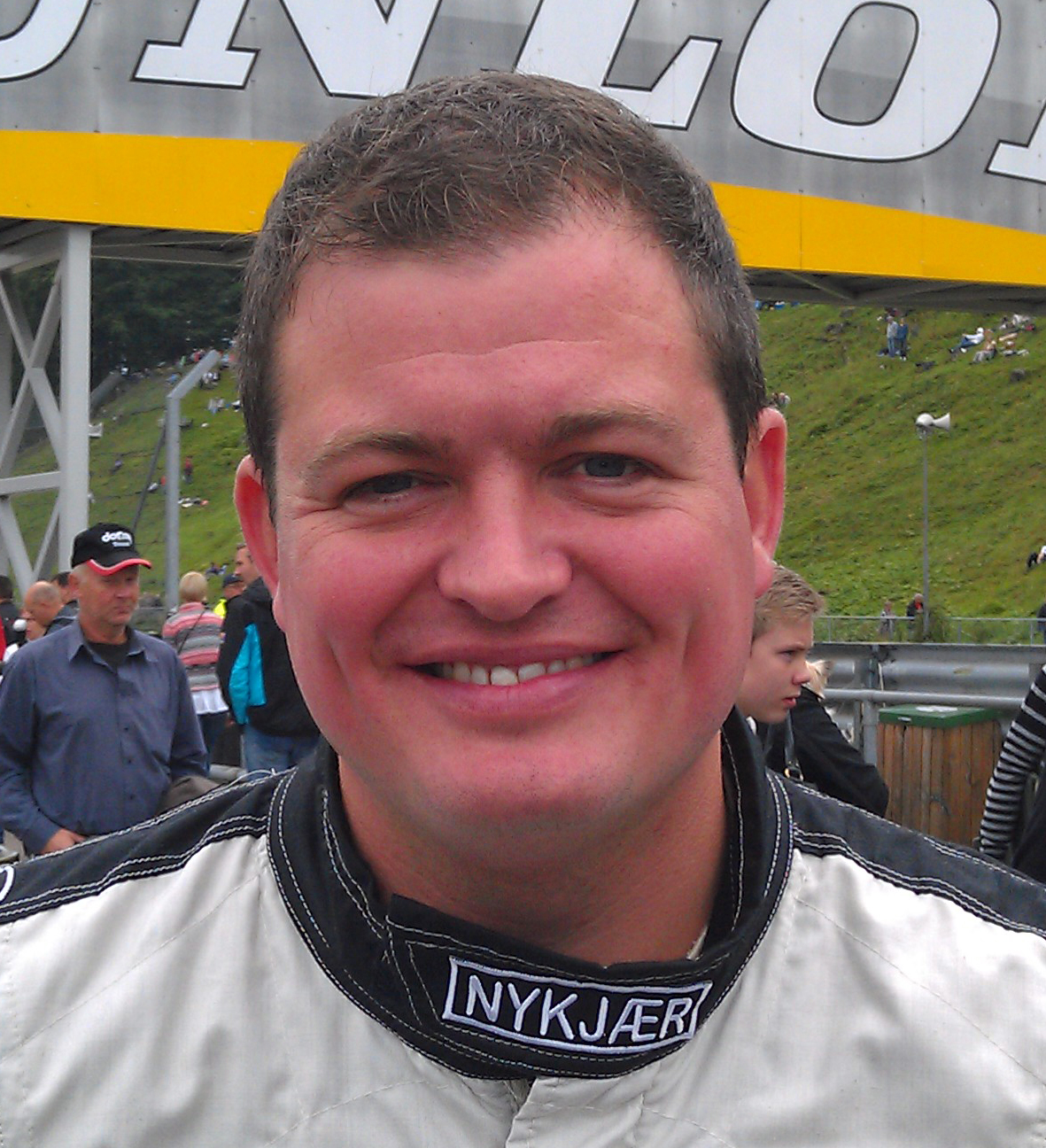
Michel Nikjær in 2011.

Michel Nikjær (Tappernøje, 17 september 1979) is een Deens autocoureur.

## Carrière
Tussen 1989 en 1993 reed Nikjær in het karting. Na een pauze van vijf jaar keerde hij in 1998 terug in de autosport in het Deense Groep N-kampioenschap. Hij stapte over naar het Danish Touringcar Championship in 2003, waar hij in 2007 kampioen werd voor het SEAT Racing Team in een Seat León. Ook won hij in 2007 de European Touring Car Cup voor het team GR Asia.
In 2008 stapte hij over naar Poulsen Motorsport voor een tweede seizoen in het DTC. Ook verdedigde hij met succes zijn ETCC-titel voor Chevrolet Motorsport Denmark in een Chevrolet Lacetti.
In 2009 zou Nikjær deelnemen aan het World Touring Car Championship voor Poulsen Motorsport in een BMW 320si. Kristian Poulsen zelf koos er echter voor om met zijn auto in te stappen bij Engstler Motorsport, waardoor Nikjær gedwongen was om in het DTC te blijven, waar hij zijn titel terugwon. In de WTCC-ronde op de Motorsport Arena Oschersleben reed hij echter wel mee voor Perfection Racing. Ook nam hij opnieuw deel aan de ETCC, maar verloor zijn titel aan James Thompson.
In 2010 reed Nikjær voor SUNRED Engineering in het WTCC in een SEAT León 2.0 TDI. In de tweede race op het Autodromo Nazionale Monza startte hij vanaf pole position. Hij reed lang aan de leiding, maar door een lekke band in de laatste ronde finishte hij de race niet. Met als beste resultaat een vierde plaats in de tweede race op Oschersleben eindigde hij het kampioenschap als twaalfde. Hij reed dat jaar ook mee voor het rookieklassement, waar hij als tweede eindigde achter Norbert Michelisz.
In 2011 bleef Nikjær rijden in het WTCC bij SUNRED. Met één pole position op het Automotodrom Brno en een derde plaats op het Suzuka International Racing Course eindigde hij als tiende in het kampioenschap. Ook eindigde hij als tweede in het indepentenskampioenschap, slechts twee punten achter Kristian Poulsen.
In 2012 had Nikjær geen vast zitje in het WTCC. In plaats hiervan ging hij rijden in het Scandinavian Touring Car Championship voor Chevrolet Motorsport Sweden, waar hij ook al de laatste twee raceweekenden van 2011 reed. Met vijf overwinningen werd hij derde in het kampioenschap eindigde achter Johan Kristoffersson en Rickard Rydell. Dat jaar mocht hij wel eenmalig invallen bij bamboo-engineering als vervanger van Pasquale di Sabatino in het WTCC-weekend op het Autódromo Internacional de Curitiba. Hij kwalificeerde zich als vierde, waarna hij de races als vijfde en zesde eindigde.
In 2013 keerde Nikjær fulltime terug in het WTCC voor NIKA Racing. Hij behaalde zijn eerste WTCC-overwinning op het Stratencircuit Marrakesh, waarna er nog overwinningen volgden op de Salzburgring en de Moscow Raceway. Op 18 september maakte hij echter bekend dat hij wegens financiële problemen de laatste drie raceweekenden niet zal rijden. Op het moment dat hij dit bekendmaakte stond hij derde in het kampioenschap.